# Meritaton
Meritaton (naamvarianten: Meritaten of Meryetaten) is een Egyptische prinses, koningin en mogelijk ook een farao. De prinses was getrouwd met Smenchkare.

## Familie
Zij is de oudste dochter van Achnaton en Nefertiti. Ze had nog enkele (half)zusters en (half)broers:

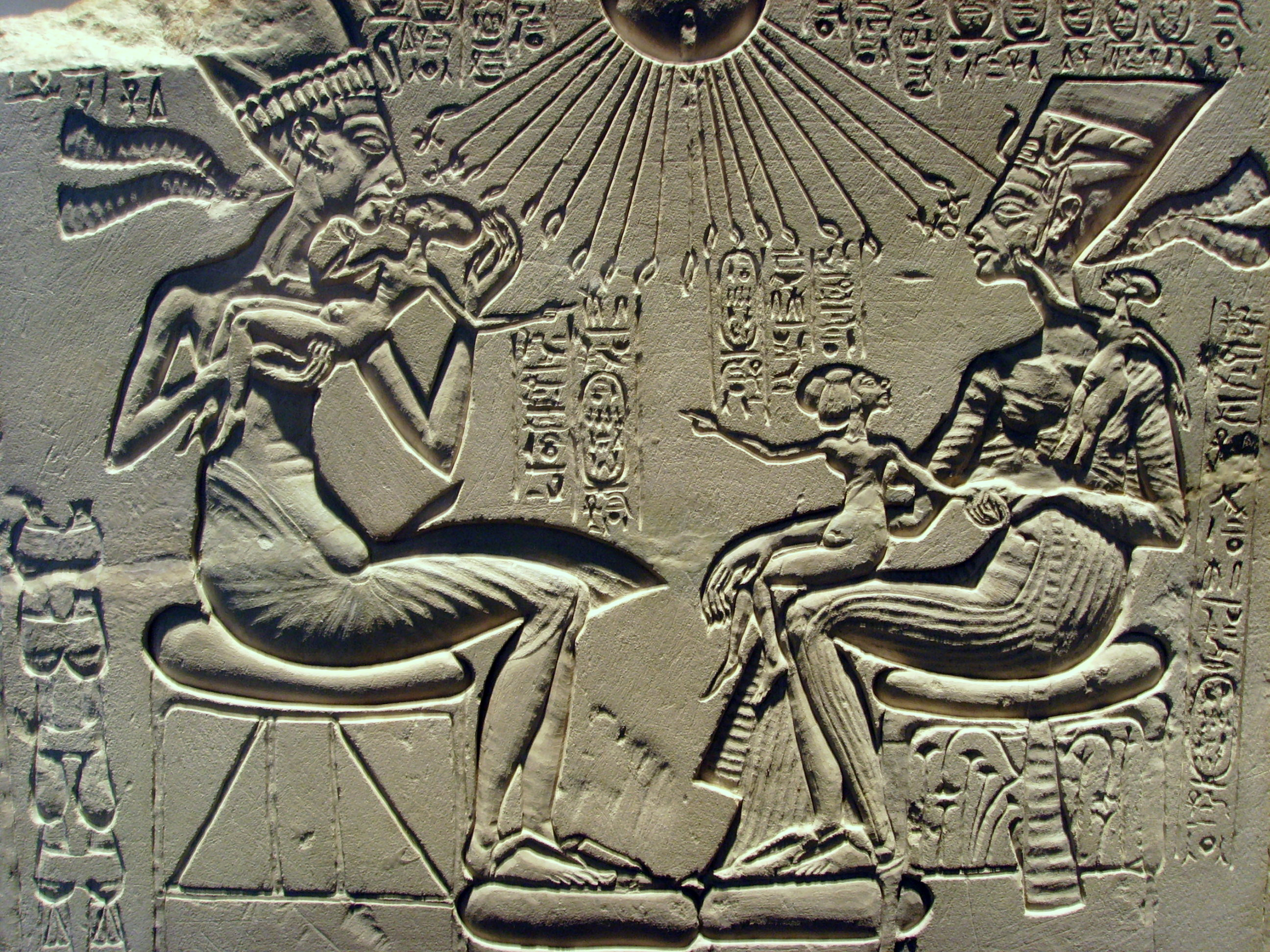
Achnaton, Nefertiti, Meritaton, Maketaton en Anchesenpaäton
Ägyptisches Museum Berlin

- Maketaton
- Anchesenpaäton
- Setepenre
- Neferneferoere
- Neferneferoeaten Tasjerit
- Meritaton Tasjerit
- Toetanchamon
- Smenchkare

## Biografie

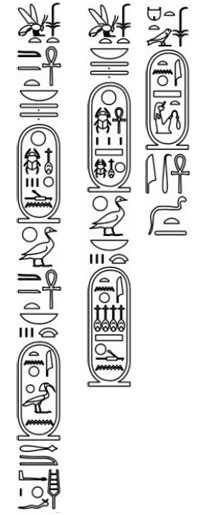
Titulatuur
Van links naar rechts:
Farao Achnaton, Anchcheperoere-mer-nefercheperre Aoenre-mer-neferneferoeaton en de cartouche van Meritaton

### Als prinses
In diverse teksten wordt Meritaton als dochter van de koning voorgesteld. Zij heeft geen koninginnentitels.
Zij is bekend van diverse steles waar haar naam voorafgaand is van de titel "Neferneferoeaton". In deze steles eert ze samen met haar vader en moeder de god Aton, of huiselijke scènes. 

### Als vrouw van Smenchkare
Als vrouw van Smenchkare gebruikt ze de titel grote koninklijke vrouwe. Vermoedelijk kan het kind Meritaton Tetisherit worden beschouwd als hun dochter.

### Erfopvolging
De laatste jaren van Achnatons regering, had hij een co-regent. Het is alleen nog onduidelijk wie dat precies is, er zijn vele theorieën over bedacht. De gebruikelijke opvatting is dat na de dood van Achnaton, zijn oudste zoon, Smenchkare regeerde. Na diens dood regeerde zijn vrouw Meritaton onder de naam Neferneferoeaton. Er zijn ook theorieën dat Neferneferoeaton Nefertiti zou zijn.
Een bewijsstuk hiervan is een doos beschreven met namen van Achnaton, Anchcheperoere Neferneferoetaton en de naam van Meritaton. Deze doos lag verborgen bij de ingang van het graf van Toetanchamon samen met andere objecten.

## Galerij

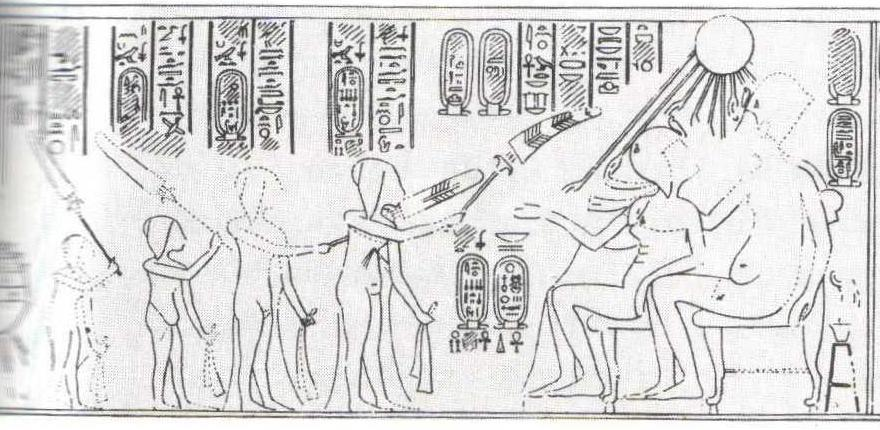
Diverse kinderen van Achnaton eren de farao en koningin
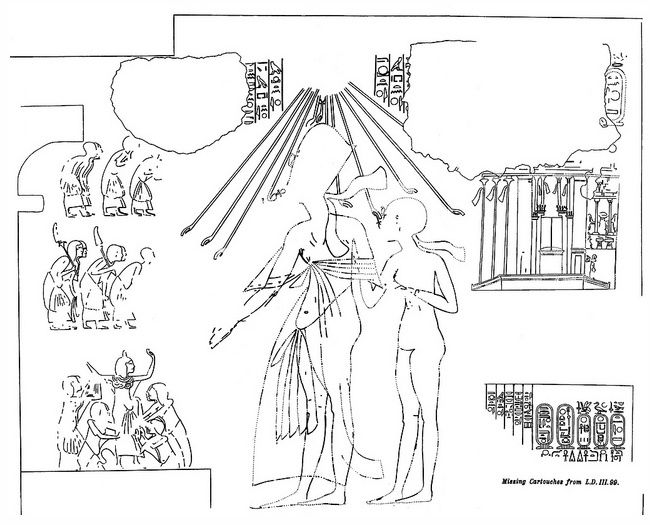
Smenchkare en Meritatin onder de stralen van Aton uit het graf van Merire II
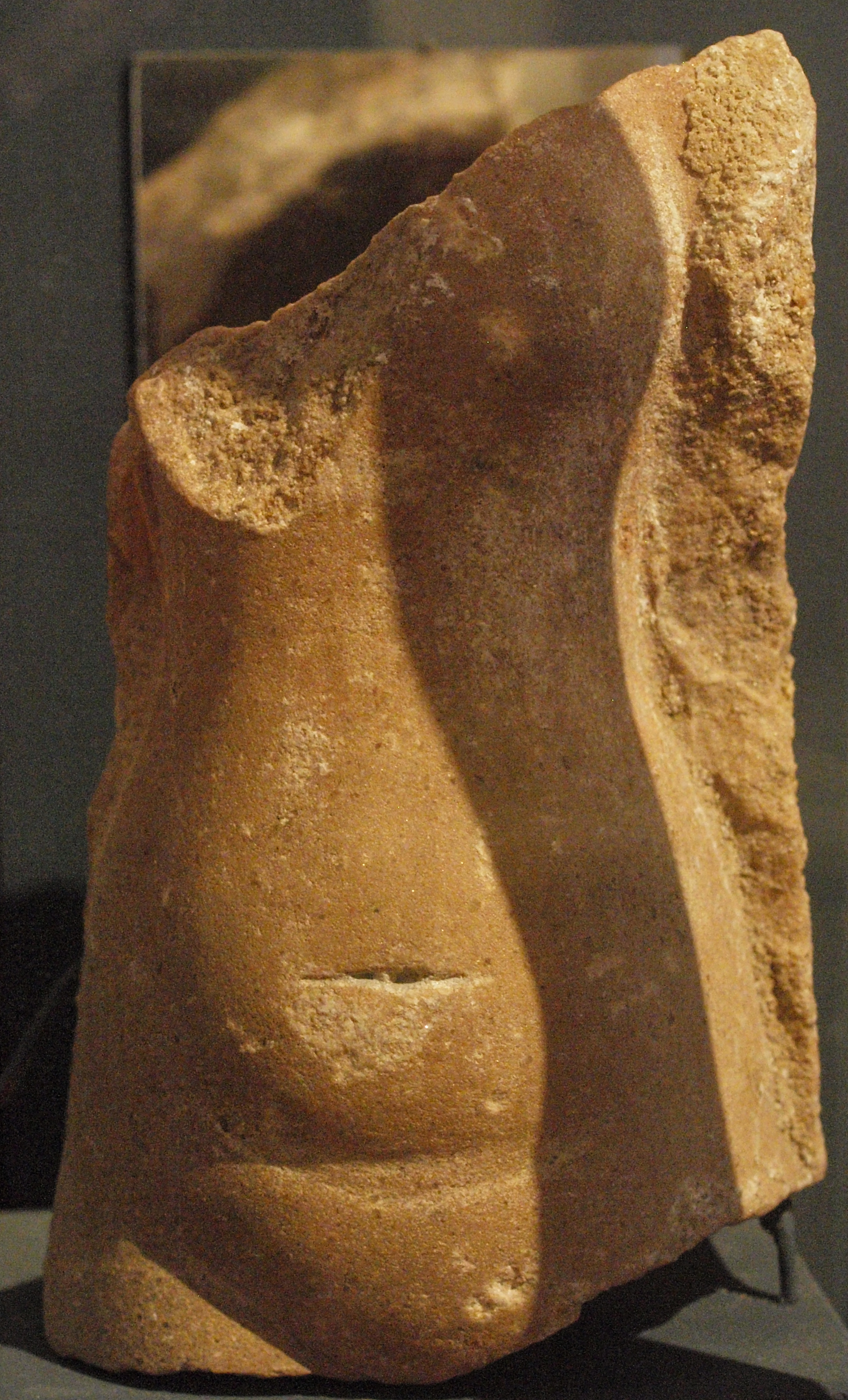
Torso van Meritaton Museum of Us (San Diego)